# 野田市立二ツ塚小学校
野田市立二ツ塚小学校（のだしりつふたつかしょうがっこう）は、千葉県野田市の福田地区にある公立小学校。

## 概要

### 沿革
- 1986年4月1日 - 開校。野田市立福田第一小学校・野田市立福田第二小学校より分離。
  - 4月5日 - 開校式挙行。学級数14・児童数533人。
  - 9月6日 - ＰＴＡ創立総会。
  - 11月22日 - 開校記念式典挙行。
- 1990年3月 - 観察池完成。
- 1991年4月 - すべり台完成。
- 1993年6月 - 投てき板完成。
  - 10月 - 生活科・環境学習の公開研究会実施。
- 1994年2月 - 低鉄棒完成。
- 1995年11月18日 - 創立10周年記念式典挙行　学級数20　児童数705人。
- 1997年4月 - 言語教室（通級）開設。
- 2000年11月 - 創立20周年記念式典挙行　学級数9　児童数258人。
- 2005年11月12日 - 創立20周年記念式典挙行　学級数9　児童数258人。
- 2013年4月 - 特別支援学級（自閉・情緒）
- 2015年10月31日 - 創立30周年記念式典挙行　学級数11　児童数273人。
  - 12月9日 - 人権教育公開研究会実施。

## 学校教育目標
「やさしく、かしこく、たくましい児童の育成」

## アクセス
- まめバス⑪南ルート（循環）・茨急バス「野田梅郷住宅」行き。「二ツ塚小前」下車。